# Karl Martini (Maler)
Karl Anton Martini (* 18. April 1796 in Biberach an der Riß; † 6. Januar 1869 ebenda) war ein deutscher Genremaler.

## Biographie

### Familie
Martini war ein Sohn des Biberacher Wundarztes Joseph Xaver Alexius Martini und seiner zweiten Ehefrau Maria Carolina, geb. Zink. Aus dieser Ehe gingen zehn Kinder hervor, von denen Eberhard Karl, Ferdinand Candidus und Ludwig Sebastian Martini als Ärzte Bekanntheit erlangten. Zwei weitere Brüder, der Kaufmann Karl Clemens Martini und der Färber Friedrich Martini gründeten ein Industrieunternehmen für Textilveredelung.

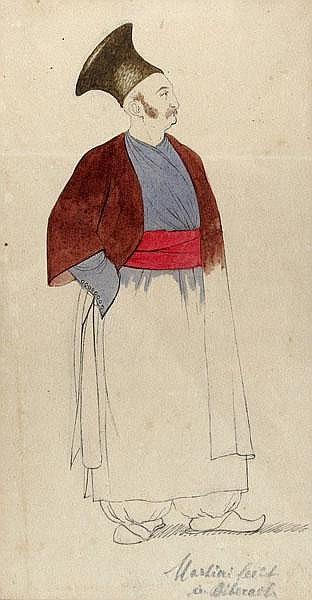
Orientalischer Kostümentwurf (Teilweise aquarellierte Federzeichnung)

### Leben
Der Biberacher Genremaler und Zeichenlehrer Johann Baptist Pflug erkannte Martinis künstlerisches Talent und erteilte ihm Unterricht. Später besuchte Martin die 1829 eröffnete königlich württembergische Vereinigte Kunst-, Real- und Gewerbe-Schule in Stuttgart. 
Martini, der bei seinem Bruder, dem Seifensieder und Güterhändler Joseph Martini, in Biberach wohnte, widmete sich anfangs der Tiermalerei. Nur gelegentlich entstanden zu dieser Zeit auch Genrestücke. Er gilt daher vielfach auch als Tiermaler. 
Sein Betätigungsfeld fand er als Auftragsmaler in Biberach. Er versorgte er den Biberacher Markt mit kleinformatigen Porträts, Häuser-, Landschafts- und Jagdbildern. Martini versuchte, sich stilistisch von seinem Lehrer abzusetzen. Seine Genreszenen weisen eine für seine Zeit erhebliche Modernität auf, die aber vom Biberacher Publikum nicht ausreichend gewürdigt wurde. Er musste daher, um seinen Lebensunterhalt zu verdienen, Aufgaben annehmen, die unter seinem künstlerischen Niveau lagen und konnte zeitlebens nicht aus dem Schatten seines Lehrers Pflug heraustreten. Ein erheblicher Teil seines, oftmals unsignierten Werks dürfte verloren gegangen sein.

## Ausstellungen
- Dezember 1969 – Januar 1970: „Franz Xaver Müller und Karl Martini“ im Braith-Mali-Museum, Städtische Sammlungen, Marktplatz 7/1, 88400 Biberach.